# Estoloides rufipes
Estoloides rufipes är en skalbaggsart som beskrevs av Stefan von Breuning 1940. Estoloides rufipes ingår i släktet Estoloides och familjen långhorningar. Inga underarter finns listade i Catalogue of Life.